# تارا کراس بتل
تارا کراس بتل (انگلیسی: Tara Cross-Battle؛ زادهٔ september ۱۶, ۱۹۶۸ (۵۶ سال)) بازیکن والیبال بازنشسته اهل ایالات متحده آمریکا است. او با تیم ملی زنان ایالات متحده آمریکا در المپیک تابستانی سال ۱۹۹۲ در بارسلونا، اسپانیا موفق به کسب مدال برنز شد.